# Circuit de Massaoua 2016
La 1re édition du Circuit de Massaoua (Massawa Circuit) a eu lieu le 17 avril 2016. La course a été remportée par l'Érythréen Tesfom Okubamariam qui a parcouru les 117,7 kilomètres en 2 h 48 min 24 s, soit à une vitesse moyenne de 41,936 km/h. Elle fait partie du calendrier UCI Africa Tour 2016 en catégorie 1.2. 
Le Fenkel Northern Redsea a eu lieu la veille.

## Classement final
| Classement final | Classement final   | Classement final | Classement final | Classement final   |
|                  | Coureur            | Pays             | Équipe           | Temps              |
| ---------------- | ------------------ | ---------------- | ---------------- | ------------------ |
| 1er              | Tesfom Okubamariam | Érythrée         | Érythrée         | en 2 h 48 min 24 s |
| 2e               | Yonatan Haile      | Érythrée         | Érythrée         | m.t                |
| 3e               | Meron Teshome      | Érythrée         | Érythrée         | + 6 s              |
| modifier         |                    |                  |                  |                    |